# Alegria do Amor
Alegria do Amor é um filme de drama brasileiro de 2025 dirigido por Márcia Paraíso e estrelado por Renata Gaspar e Wallie Ruy, que aborda temas como resistência comunitária, identidade e laços familiares.

## Premissa
A trama centra-se em Dulce (Renata Gaspar), uma jovem quilombola do sertão cearense que testemunha o assassinato brutal de seu companheiro, Davi (Márcio de Paula), por jagunços a serviço de uma mineradora estrangeira. Ameaçada, Dulce foge para São Paulo, onde se torna uma voz ativa na denúncia das injustiças sofridas por sua comunidade, contando com o apoio de ONGs e advogados. Durante sua jornada, ela descobre que foi abandonada ainda bebê e que tem uma irmã gêmea, Marisa, uma mulher trans proprietária de um karaokê que serve de refúgio para a comunidade LGBTQIAP+. Juntas, elas decidem retornar ao sertão com duas missões: celebrar a vitória do quilombo e encontrar o pai que desconhecia sua existência.

## Elenco
- Renata Gaspar como Dulce
- Wallie Ruy como Marisa
- Sandra Corveloni como Beatriz
- Suely Franco como Antônia
- Zezita de Matos como Madre Aparecida
- Alexandre Muniz como Genival
- Márcio de Paula como Davi

## Produção
Grande parte da produção ocorreu no povoado Dom Maurício, na Serra do Estevão, envolvendo a comunidade local, as irmãs do Mosteiro da Santa Cruz e a comunidade quilombola do Sítio Veiga. Esta última participou ativamente, apresentando a "Dança de São Gonçalo", uma manifestação cultural que resiste na região desde os tempos em que as famílias Roseno e Eugênio se refugiaram ali, buscando liberdade e prosperidade. Além disso, aproximadamente 70% da equipe técnica do filme se identifica como LGBTQIAP+, refletindo a diversidade e inclusão presentes na narrativa.

## Lançamento
Alegria do Amor teve sua estreia durante o Festival Mix Brasil de Cultura da Diversidade, realizado de 13 a 16 de novembro de 2024, em São Paulo. Posteriormente, foi exibido no Transforma – Festival Internacional de Cinema da Diversidade de Santa Catarina, que ocorreu de 7 a 18 de dezembro de 2024, em Florianópolis. O lançamento oficial nos cinemas brasileiros ocorreu em 6 de fevereiro de 2025.

## Recepção

### Prêmios e indicações
| Lista de prêmios e indicações                 | Lista de prêmios e indicações | Lista de prêmios e indicações                            | Lista de prêmios e indicações | Lista de prêmios e indicações | Lista de prêmios e indicações |
| Premiação                                     | Data da cerimônia             | Categoria                                                | Indicação                     | Resultado                     | Ref.                          |
| --------------------------------------------- | ----------------------------- | -------------------------------------------------------- | ----------------------------- | ----------------------------- | ----------------------------- |
| Festival Mix Brasil de Cultura da Diversidade | 16 de novembro de 2024        | Melhor Filme de Narrativa Brasileiro (voto da audiência) | Alegria do Amor               | Venceu                        | [ 5 ] [ 6 ]                   |